# Seznam guvernérů Floridy
Seznam guvernérů Floridy od jejího přistoupení k Unii v roce 1845.
| #  | Guvernér              | od                | do                | strana        |
| -- | --------------------- | ----------------- | ----------------- | ------------- |
| 1  | William D. Moseley    | 25. června 1845   | 1. října 1849     | Demokratická  |
| 2  | Thomas Brown          | 1. října 1849     | 3. října 1853     | Whig          |
| 3  | James E. Broome       | 3. října 1853     | 5. října 1857     | Demokratická  |
| 4  | Madison S. Perry      | 5. října 1857     | 7. října 1861     | Demokratická  |
| 5  | John Milton           | 7. října 1861     | 1. dubna 1865     | Demokratická  |
| 6  | Abraham K. Allison    | 1. dubna 1865     | 19. května 1866   | Demokratická  |
| 7  | William Marvin        | 13. července 1865 | 20. prosince 1865 |               |
| 8  | David S. Walker       | 20. prosince 1865 | 4. července 1868  | Konzervativní |
| 9  | Harrison Reed         | 4. července 1868  | 7. ledna 1873     | Republikánská |
| 10 | Ossian B. Hart        | 7. ledna 1873     | 18. března 1874   | Republikánská |
| 11 | Marcellus L. Sterns   | 18. března 1874   | 2. ledna 1877     | Republikánská |
| 12 | George F. Drew        | 2. ledna 1877     | 4. ledna 1881     | Demokratická  |
| 13 | William D. Bloxham    | 4. ledna 1881     | 7. ledna 1885     | Demokratická  |
| 14 | Edward A. Perry       | 7. ledna 1885     | 8. ledna 1889     | Demokratická  |
| 15 | Francis P. Fleming    | 8. ledna 1889     | 3. ledna 1893     | Demokratická  |
| 16 | Henry L. Mitchell     | 3. ledna 1893     | 5. ledna 1897     | Demokratická  |
| 17 | William D. Bloxham    | 5. ledna 1897     | 8. ledna 1901     | Demokratická  |
| 18 | William S. Jennings   | 8. ledna 1901     | 3. ledna 1905     | Demokratická  |
| 19 | Napoleon B. Broward   | 3. ledna 1905     | 5. ledna 1909     | Demokratická  |
| 20 | Albert W. Gilchrist   | 5. ledna 1909     | 7. ledna 1913     | Demokratická  |
| 21 | Park Trammell         | 7. ledna 1913     | 2. ledna 1917     | Demokratická  |
| 22 | Sidney Johnston Catts | 2. ledna 1917     | 4. ledna 1921     | Prohibiční    |
| 23 | Cary A. Hardee        | 4. ledna 1921     | 6. ledna 1925     | Demokratická  |
| 24 | John W. Martin        | 6. ledna 1925     | 8. ledna 1929     | Demokratická  |
| 25 | Doyle E. Carlton      | 8. ledna 1929     | 3. ledna 1933     | Demokratická  |
| 26 | David Sholtz          | 4. ledna 1933     | 5. ledna 1937     | Demokratická  |
| 27 | Fred P. Cone          | 5. ledna 1937     | 7. ledna 1941     | Demokratická  |
| 28 | Spessard Holland      | 7. ledna 1941     | 2. ledna 1945     | Demokratická  |
| 29 | Millard F. Caldwell   | 2. ledna 1945     | 4. ledna 1949     | Demokratická  |
| 30 | Fuller Warren         | 4. ledna 1949     | 6. ledna 1953     | Demokratická  |
| 31 | Daniel T. McCarty     | 6. ledna 1953     | 28. září 1953     | Demokratická  |
| 32 | Charley E. Johns      | 28. září 1953     | 4. ledna 1955     | Demokratická  |
| 33 | LeRoy Collins         | 4. ledna 1955     | 3. ledna 1961     | Demokratická  |
| 34 | C. Farris Bryant      | 3. ledna 1961     | 5. ledna 1965     | Demokratická  |
| 35 | W. Haydon Burns       | 5. ledna 1965     | 3. ledna 1967     | Demokratická  |
| 36 | Claude R. Kirk, Jr.   | 3. ledna 1967     | 5. ledna 1971     | Republikánská |
| 37 | Reubin O'D. Askew     | 5. ledna 1971     | 2. ledna 1979     | Demokratická  |
| 38 | Bob Graham            | 2. ledna 1979     | 3. ledna 1987     | Demokratická  |
| 39 | Wayne Mixson          | 3. ledna 1987     | 6. ledna 1987     | Demokratická  |
| 40 | Bob Martinez          | 6. ledna 1987     | 8. ledna 1991     | Republikánská |
| 41 | Lawton Chiles         | 8. ledna 1991     | 12. prosince 1998 | Demokratická  |
| 42 | Buddy MacKay          | 12. prosince 1998 | 5. ledna 1999     | Demokratická  |
| 43 | Jeb Bush              | 5. ledna 1999     | 2. ledna 2007     | Republikánská |
| 44 | Charlie Crist         | 2. ledna 2007     | 4. ledna 2011     | Republikánská |
| 45 | Rick Scott            | 4. ledna 2011     | 7. ledna 2019     | Republikánská |
| 46 | Ron DeSantis          | 8. ledna 2019     |                   | Republikánská |